# Salaš Crnobarski
Salaš Crnobarski (cyr. Салаш Црнобарски) – wieś w Serbii, w okręgu maczwańskim, w gminie Bogatić. W 2011 roku liczyła 1134 mieszkańców.